# 皮克罗比
皮克罗比是巴西圣保罗州的一个市镇。总面积482.506平方公里，总人口3633人，人口密度7.5人/平方公里。